# Protothelenella
Protothelenella Räsänen (pierwoplesznik) – rodzaj grzybów z rodziny Protothelenellaceae. Ze względu na współżycie z glonami zaliczany jest do grupy porostów.

## Systematyka i nazewnictwo
Pozycja w klasyfikacji według Index Fungorum: Protothelenellaceae, Ostropales, Ostropomycetidae, Lecanoromycetes, Pezizomycotina, Ascomycota, Fungi.
Synonimy nazwy naukowej: Gloeopyrenia Zschacke.
Nazwa polska według W. Fałtynowicza.

## Gatunki występujące w Polsce
- Protothelenella corrosa (Körb.) H. Mayrhofer & Poelt 1985 – pierwoplesznik pogryziony
- Protothelenella leucothelia (Nyl.) H. Mayrhofer & Poelt 1985 – pierwoplesznik blady
- Protothelenella sphinctrinoidella (Nyl.) H. Mayrhofer & Poelt 1985 – pierwoplesznik nikły
- Protothelenella sphinctrinoides (Nyl.) H. Mayrhofer & Poelt 1985 – pierwoplesznik pęczniejący

Nazwy naukowe na podstawie Index Fungorum. Nazwy polskie według W. Fałtynowicza.